# Barbara Szabó
Barbara Szabó (Budapest, 17 febbraio 1990) è un'altista ungherese.

## Palmarès
| Anno | Manifestazione    | Sede           | Evento        | Risultato | Prestazione | Note |
| ---- | ----------------- | -------------- | ------------- | --------- | ----------- | ---- |
| 2007 | Mondiali allievi  | Ostrava        | Salto in alto | 15ª       | 1,65 m      |      |
| 2008 | Mondiali juniores | Bydgoszcz      | Salto in alto | 30ª (q)   | 1,70 m      |      |
| 2009 | Europei juniores  | Novi Sad       | Salto in alto | 10ª       | 1,80 m      |      |
| 2013 | Universiadi       | Kazan'         | Salto in alto | 10ª       | 1,80 m      |      |
| 2013 | Mondiali          | Mosca          | Salto in alto | 19ª (q)   | 1,83 m      |      |
| 2014 | Europei           | Zurigo         | Salto in alto | 17ª (q)   | 1,85 m      |      |
| 2015 | Europei indoor    | Praga          | Salto in alto | 8ª        | 1,85 m      |      |
| 2015 | Mondiali          | Pechino        | Salto in alto | 26ª (q)   | 1,80 m      |      |
| 2016 | Europei           | Amsterdam      | Salto in alto | 11ª       | 1,89 m      |      |
| 2016 | Giochi olimpici   | Rio de Janeiro | Salto in alto | 32ª (q)   | 1,80 m      |      |
| 2022 | Europei           | Monaco         | Salto in alto | 19ª (q)   | 1,78 m      |      |

## Altre competizioni internazionali
2013
- Bronzo agli Europei a squadre ( Dublino), salto in alto - 1,85 m

2015
- Argento agli Europei a squadre ( Stara Zagora), salto in alto - 1,88 m

2017
- Bronzo agli Europei a squadre ( Tel Aviv), salto in alto - 1,79 m